# Empidideicus insularis
Empidideicus insularis är en tvåvingeart som beskrevs av Frey 1958. Empidideicus insularis ingår i släktet Empidideicus och familjen svävflugor. Inga underarter finns listade i Catalogue of Life.